# Blade (Marvel Comics)
Blade, o Caçador de Vampiros é um anti-herói de histórias em quadrinhos da Marvel Comics. Foi criado pelo roteirista Marv Wolfman e pelo desenhista Gene Colan. Blade é conhecido como O Caçador de Vampiros, já que usa os seus dons anti-vampirícos para combate as criaturas sobrenaturais. Também foi adaptado por três vezes para o cinema.

## Biografia ficcional
Eric Brooks nasceu no ano de 1929.    O pai de Blade, Lucas Cross um agente da ordem secreta de Tyranna, envia sua esposa grávida para a Inglaterra antes de ser preso na Latvéria, lá ela consegue refúgio em um bordel da madame Vanity, que também fazia parte da Ordem Tyranna, onde também muda seu nome de Tara Cross para Vanessa Brooks. Ela tem complicações durante a gravidez, então é obrigada a procurar um médico, ela fica sobre os cuidados de Dyacóno Frost, que na verdade era um vampiro que estava se alimentando do seu sangue durante o parto, então os genes de Frost circulam para o DNA de Eric, ela acaba morrendo depois de lhe dar a luz, deixando a criança sob os cuidados da Madame Vanity. Como resultado do fato, a criança nasceu com alguns dos dons vampíricos, como a força e agilidade extraordinárias. Diferente dos verdadeiros vampiros, Blade pode andar à luz do dia; por outro lado, às vezes ele é tentado pela mesma sede de sangue.
Blade andava pelas ruas de Soho quando ajuda Abraham Whistler a se salvar do ataque de um vampiro, Whistler tomando conhecimento da origem do adolescente decidiu adotá-lo e treiná-lo, Blade passou a perseguir e executar vampiros para vingar a morte de sua mãe. Em um certo dia, Blade acaba matando um homem, achando que ele era um vampiro, por estar cego e ansioso pela busca de vingança.
O fato de possuir os poderes, mas não todas as fraquezas dos vampiros, caracteriza Blade como um Daywalker (andarilho do dia), nome que os vampiros costumam usar para descrevê-lo. Existem outros daywalkers nascidos na mesma situação em que Blade.
O personagem teve uma série regular durante os anos 80, cancelada quando as vendas caíram. Com o sucesso do primeiro filme, a Marvel retirou o personagem da aposentadoria, mas não voltou a dedicar-lhe uma série própria, em vez disso, fez aparições em outras revistas, como a do Homem-Aranha e algumas minisséries como The Tomb of Dracula (na qual tenta evitar que Drácula realize um ritual que lhe concederia poderes imensos) e Blade - V3 (na qual Blade enfrenta uma raça de vampiros conhecidos como Tryks e Os Sete, uma associação humana criada para controlar o equilíbrio entre os vampiros). Essa última minissérie foi publicada pelo selo Marvel Max e escrita pelo roteirista Cristopher Hinz. A editora deixou em aberto a possibilidade de torná-la uma série regular, o que não ocorreu, devido à baixa reação do público.

## Poderes e Habilidades
Blade é um dampiro, um meio vampiro e meio humano. Isso lhe confere habilidades vampíricas como regeneração espontânea, força, reflexos, velocidade, fôlego e agilidade sobre-humanas e não envelhece. Blade também não tem nenhuma fraqueza dos vampiros: pode andar de dia e pode fazer tudo que um vampiro não pode, exceto que às vezes sente necessidade de beber sangue. Blade também é um mestre em artes marciais e em disfarces. Também é otimo espadachim e com suas habilidades vampíricas pode sentir a presença de criaturas sobrenaturais.
Blade ainda conta com um arsenal de armas e equipamentos para sua guerra contra os vampiros, como:
- Punhais de madeira teca em forma de cruz para empalar os inimigos;
- Estacas de mogno;
- Facas para combates corpo-a-corpo;
- Uma espada longa feita de prata com o cabo em forma de cruz (estilo das usadas no final da Idade Média, início do Renascimento), mas mais tarde o cabo cruciforme foi substituído por um redondo com protecção da mão e um truque escondido para os inimigos;
- Katanas em titânio gravadas com ácido e banhadas a prata - forjadas por ele;
- Armas de fogo com balas em prata de ponta oca e cheias de alho liquefeito;
- Granadas “flashbang” que libertam uma explosão de luz ultravioleta ao mesmo tempo que vaporizam minúsculos fragmentos de prata;
- Bumerangue de lâminas cortantes em prata que carrega no seu cinto e que servem muitas vezes para matar com um lance vários vampiros, voltando depois à mão de Blade.[2]

## Em outras mídias

Poster do filme Blade (1998), destacando o ator Wesley Snipes.

Blade se tornou proeminente ao ganhar um filme pelas mãos de Stephen Norrington. Blade foi lançado em 1998, com Wesley Snipes no papel principal. Snipes voltou para duas continuações, Blade 2 (2003) e Blade Trinity (2004).
Também ganhou uma curta série televisiva, Blade: The Series (2006), interpretado pelo rapper Sticky Fingaz.
Blade também tem uma aparição em alguns episódios de Homem-Aranha: a série animada.
Os direitos cinematográficos do personagem foram vendidos no final da década de 90 pela Marvel (que estava a beira da falência) para a New Line Cinema, que fez os três filmes do personagem. Porém, em 2013, foi revelado que os direitos do personagem foram devolvidos a Marvel Studios (junto com os direitos do Motoqueiro Fantasma, anteriormente com os direitos pertencentes a Sony Pictures Entertainment).
Em 2018, o ator Wesley Snipes procurou a Marvel Studios para discutir dois projetos para um novo filme com o personagem. Os executivos demostraram entusiasmo com o possível retorno de Blade aos cinemas.

### Universo Cinematográfico Marvel
A Marvel Studios anunciou um novo filme do Blade, com o premiado ator Mahershala Ali, para uma futura do Universo Cinematográfico da Marvel, na San Diego Comic Con 2019.
Na cena pós-créditos de Eternos, a voz de Blade é ouvida quando ele pergunta para Dane Whitman se está pronto para usar a espada. 